# Tomás de Berlanga

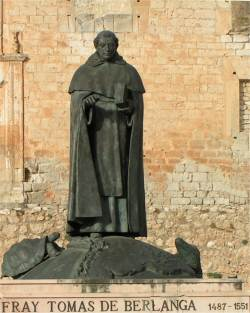
Denkmal des Fray Tomas de Berlanga in Soria, Spanien

Fray Tomás de Berlanga (* um 1487 in Berlanga de Duero, Provinz Soria, Spanien; † 8. August 1551 ebenda) war der vierte katholische Bischof von Panama und gilt als Entdecker der Galápagos-Inseln.

## Leben
Tomás de Berlanga gehörte dem Dominikanerorden an und wurde 1508 zum Prior der Insel Hispaniola (Santo Domingo) gewählt. Um 1516 führte er die Banane in der Karibik ein, von wo aus sich die Nutzpflanze nach Mittel- und Südamerika verbreitete. Am 11. Februar 1534 wurde er zum Bischof von Panama ernannt. Die Bischofsweihe spendete ihm der Bischof von Coria, Francisco Mendoza de Bobadilla, am 17. Mai desselben Jahres. Mitkonsekrator war der Bischof von Palencia, Francisco Mendoza. Als Presbyter assistens wirkte der spätere Erzbischof von Valencia, Francisco de Navarra y Hualde, mit. Im Jahr 1537 verzichtete er auf das Bistum Panama.
Der spanische König Karl I. beauftragte Tomás de Berlanga 1535 mit der Vermittlung zwischen dem spanischen Eroberer Francisco Pizarro und seinen Offizieren in Peru. Berlangas Schiff geriet in eine Flaute, eine Meeresströmung trieb es am 10. März 1535 an die Küste der Galápagos-Inseln. Die unbekannten Inseln wurden Islas Encantadas (verzauberte Inseln) genannt und für die spanische Krone in Besitz genommen.
Nach Tomás de Berlanga sind in Spanien, Mittel- und Südamerika zahlreiche Straßen, Plätze und Gebäude benannt.